# Schill-Kaserne (Lütjenburg)
Die Schill-Kaserne war eine Garnison der Bundeswehr in Lütjenburg, Schleswig-Holstein. Sie beherbergte zwischen 1962 und 2012 hauptsächlich Flugabwehreinheiten und umfasste eine Fläche von 23,6 Hektar. Namensgeber war der frühere preußische Offizier Ferdinand von Schill. Nach der Aufgabe ihrer militärischen Nutzung diente der Standort 2015 bis 2017 als Flüchtlingsunterkunft. 2019 wurden nahezu alle Gebäude abgebrochen. Es sollen ein Wohngebiet, gewerbliche Nutzungen sowie ein Seniorenheim auf dem früheren Kasernenareal entstehen.

## Vorgeschichte, Bau und Stationierungen

### Standortsuche und Bau der Kaserne
Im Gegensatz zu vielen anderen Städten, in denen die Bundeswehr in der zweiten Hälfte der 1950er Jahre Kasernen einrichtete, verfügte Lütjenburg vor 1945 über keine eigene Garnison. Doch der Ort rückte bereits früh in den Blick der Dienststelle Blank. Am 11. Februar 1955 erhielt die Stadt die Mitteilung, dass auf Vorschlag der Landesplanung Schleswig-Holsteins Lütjenburg als Standort einer Flaklehrabteilung in Betracht gezogen wird. Der damalige Bürgermeister reagierte umgehend und begrüßte in einem Schreiben vom 19. Februar 1955 an das Land diese Absicht. In der Kleinstadt mit damals 4.100 Einwohnern bestand die Hoffnung auf positive wirtschaftliche Auswirkungen einer Stationierung der Bundeswehr. Das vom Amt Blank zunächst favorisierte Areal fand allerdings nicht die Zustimmung der Stadtverwaltung. Stattdessen wurde eine andere Fläche vorgeschlagen.
Am 9. April 1956 wurden die Pläne dem Magistrat der Stadt vorgestellt und beschlossen. Es folgten Verhandlungen zwischen der Stadt und Eigentümern der benötigten Grundstücke, um dem Bundesverteidigungsministerium ein unkompliziertes Erwerbsverfahren zu ermöglichen. Am 26. Oktober 1956 berichtete die Lokalpresse, dass dem Ministerium ein Gelände durch die Stadt angeboten worden sei. Die Stationierungspläne konkretisierten sich schließlich am 19. November 1956, wonach ein Flakbataillon und ein Regimentsstab für Lütjenburg vorgesehen waren. Der Grunderwerb gestaltete sich jedoch schwierig und erst am 4. Mai 1957 konnte der Öffentlichkeit mitgeteilt werden, dass dieser nunmehr erfolgreich abgeschlossen worden war.
Am 21. September 1959 erfolgte der erste Spatenstich für die spätere Schill-Kaserne. Der Neubau der Kaserne kostete etwa 22 Millionen DM. 80 Unternehmen hatten Aufträge erhalten. Für Bundeswehrangehörige, zivile Mitarbeiter und deren Familien entstanden in Lütjenburg insgesamt 200 Wohnungen. Die Kaserne umfasste acht Unterkunftsgebäude, ein Mannschaftsheim, ein Unteroffiziers- und ein Offizierskasino, Fahrzeughallen, Werkstätten, eine Sporthalle, Stabs- und Verwaltungsgebäude, eine Wache sowie ein Sanitätszentrum. Ein Vorauskommando traf am 28. Dezember 1961 ein. Am 2. und 3. Januar 1962 bezogen die ersten 320 Soldaten die Kaserne. Allerdings waren noch längst nicht alle Anlagen fertiggestellt. Insbesondere die Küchen- und Speisenräume waren nur behelfsmäßig ausgestattet. Am 12. Mai 1962 erfolgte die feierliche Einweihung der Kaserne.

### Stationierte Einheiten
Die am 1. April 1959 in der Kaserne Auf der Freiheit in Schleswig aufgestellte Flugabwehrbatterie 160 war bereits am 3. Januar 1962 in die neue Kaserne in Lütjenburg verlegt worden. Doch bereits am 16. Oktober 1964 wurde diese Einheit in das Flugabwehrbataillon 6 eingegliedert.
Am 1. April 1962 zog in die Schill-Kaserne das Flugabwehrbataillon 6 offiziell ein. Zuvor waren bereits ab Januar 1962 Verlegungen größerer Teile erfolgt. Ab 1. Oktober 1977 wurde das Bataillon zum Flugabwehrregiment 6. Am 1. April 1993 erfuhr es eine Restrukturierung zum Panzerflugabwehrkanonenlehrbataillon 6. Das Stationierungskonzept der Bundeswehr vom 1. November 2004 brachte die Erweiterung des Standortes von 840 auf 1.230 Dienstposten mit sich. In dessen Umsetzung wurde am 1. Juli 2007 das Bataillon zum Flugabwehrlehrregiment 6 mit 7 Kompanien vergrößert. Doch mit der Entscheidung zur Stationierung der Bundeswehr 2011 kam das Aus für den gesamten Standort. Das Flugabwehrregiment 6 wurde zum 31. Dezember 2012 außer Dienst gestellt.
Ebenfalls am 1. April 1962 verlegte die Flugabwehrbatterie 180, die am 1. April 1959 aufgestellt worden war, von der Kaserne auf der Freiheit in Schleswig nach Lütjenburg. Am 1. Februar 1967 wurde sie in Flugabwehrlehrbatterie 61 umbenannt, jedoch 1971 schließlich aufgelöst.
Die 1961 aufgestellte Ausbildungskompanie 8/6 war von Beginn an in der Schill-Kaserne in Lütjenburg stationiert. Sie wurde am 1. April 1970 in die Dithmarsen-Kaserne nach Albersdorf verlegt und dem Feldartilleriebataillon 61 unterstellt.
Die Ausbildungskompanie 451 wurde 1962 in Lütjenburg aufgestellt, jedoch am 31. März 1971 außer Dienst gestellt.
Die Flugabwehrkanonenausbildungsbatterie 903 wurde in der Freiherr-von-Fritsch-Kaserne in Breitenburg am 1. April 1980 aufgestellt. Im März 1981 erfolgte die Verlegung nach Lütjenburg in die Schill-Kaserne.
Mitte der 1980er Jahre wurden die Fahrschulen der Bundeswehr neu organisiert und aus den Verbänden herausgelöst. So entstand in der Schill-Kaserne am 1. Januar 1986 die Fahrschulgruppe Lütjenburg. Sie ging am 1. April 1994 im Kraftfahrausbildungszentrum Eutin auf.
Aus Personalabgaben der Flugabwehrkanonenausbildungsbatterie 903 und des Flugabwehrregiments 6 wurde zum 1. April 1993 die leichte Flugabwehrraketenlehrbatterie 610 in der Schill-Kaserne aufgestellt. Die Einheit wurde am 1. April 2007 nach Todendorf auf den dortigen Übungsplatz verlegt und erfuhr zum 31. Dezember 2012 die Auflösung.
Das nichtaktive Panzerflugabwehrkanonenbataillon 61 wurde am 1. April 1997 gebildet, jedoch zum 31. Dezember 2008 aufgelöst.
Durch die Stationierungsentscheidung der Bundeswehr vom 1. November 2004, die einen Aufwuchs des Standortes Lütjenburg vorsah, fanden Investitionen in die Schill-Kaserne statt. Dazu zählten die Verlegung eines Glasfasernetzes für die IT-Infrastruktur und Kommunikationsmittel zwischen 2007 und 2009 sowie die Modernisierung von Diensträumen.
Zur medizinischen Versorgung war in der Schill-Kaserne der Sanitätsbereich 11/20 vom 1. Juli 1972 bis zum 30. September 1998 mit Material ausgestattet und die Sanitätsgruppe Lütjenburg in den 1980er Jahren eingerichtet. Die Sanitätsstaffel Lütjenburg bestand vom 1. Juli 2007 bis zum 31. Dezember 2012. Die Zahnstation H018/2 wurde am 1. November 1965 gebildet, am 1. Oktober 1972 zur Zahnstation (Terr) H 112 umgegliedert und am 1. April 1981 zur Zahnarztgruppe 108/3, die bis zum 31. Dezember 1998 hier bestand. Es war die Standortfernmeldeanlage 120/134 eingerichtet. Vom 1. Januar 1971 bis zum 30. November 1994 war der Fernmelderevisionsdiensttrupp 120/132 in der Kaserne stationiert.

### Schließung des Standortes

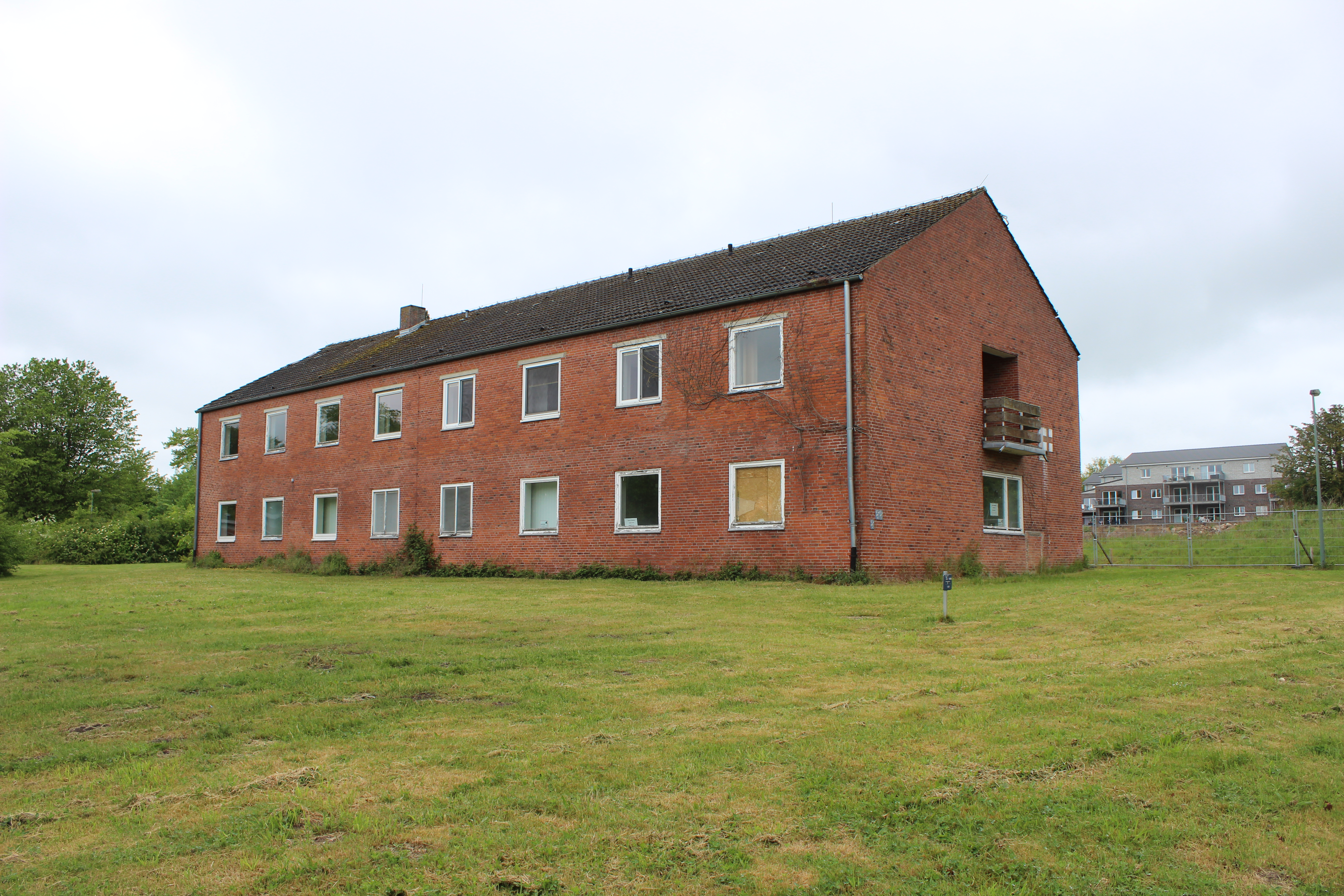
Noch erhaltenes Gebäude der Schill-Kaserne Lütjenburg

Noch im Vorfeld der Stationierungsentscheidung 2011 kämpfte die Stadt Lütjenburg für den Erhalt des Bundeswehrstandortes. Dabei wurden nicht nur die durchgeführten Modernisierungsarbeiten in der Kaserne hervorgehoben, sondern auch das soziale Umfeld des Standortes beworben. Doch das Bundesverteidigungsministerium entschied gegen die Garnison. In der Stadt wurden negative Auswirkungen für die Wirtschaft und Arbeit, Sportvereine und die Kultur befürchtet. Am 12. Mai 2012, genau 50 Jahre nach dem Einzug der Bundeswehr in Lütjenburg, führten das Flugabwehrlehrregiment 6 und die Flugabwehrraketenlehrbatterie 610 den Abschiedsappell durch. Bis zum Jahresende 2012 verblieben nur wenige Soldaten, die den Standort abwickelten.
Die Kaserne wurde zum 31. Dezember 2012 vollständig durch die Bundeswehr aufgegeben.

## Konversion

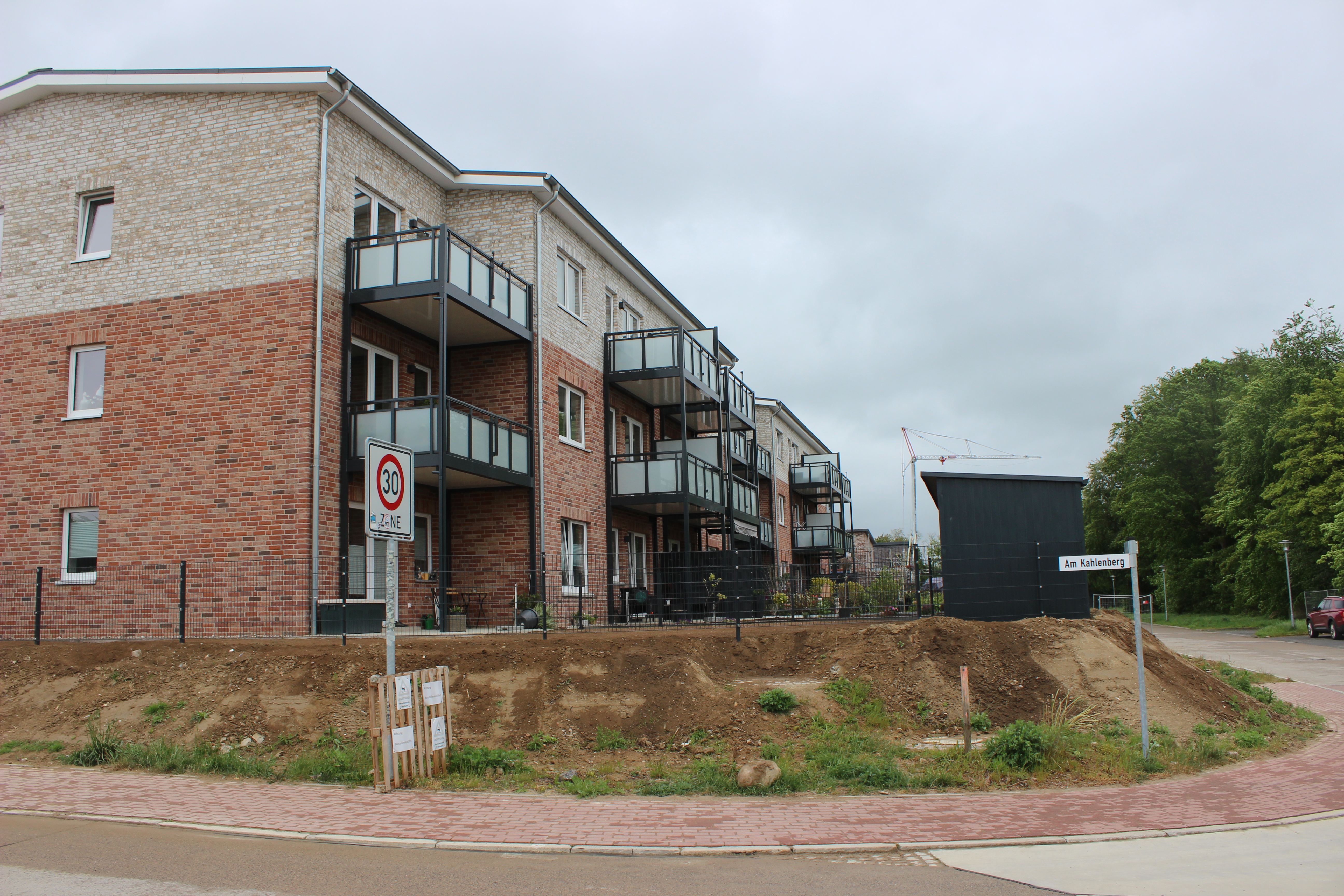
Neu errichtete Wohnhäuser in der ehemaligen Schill-Kaserne Lütjenburg

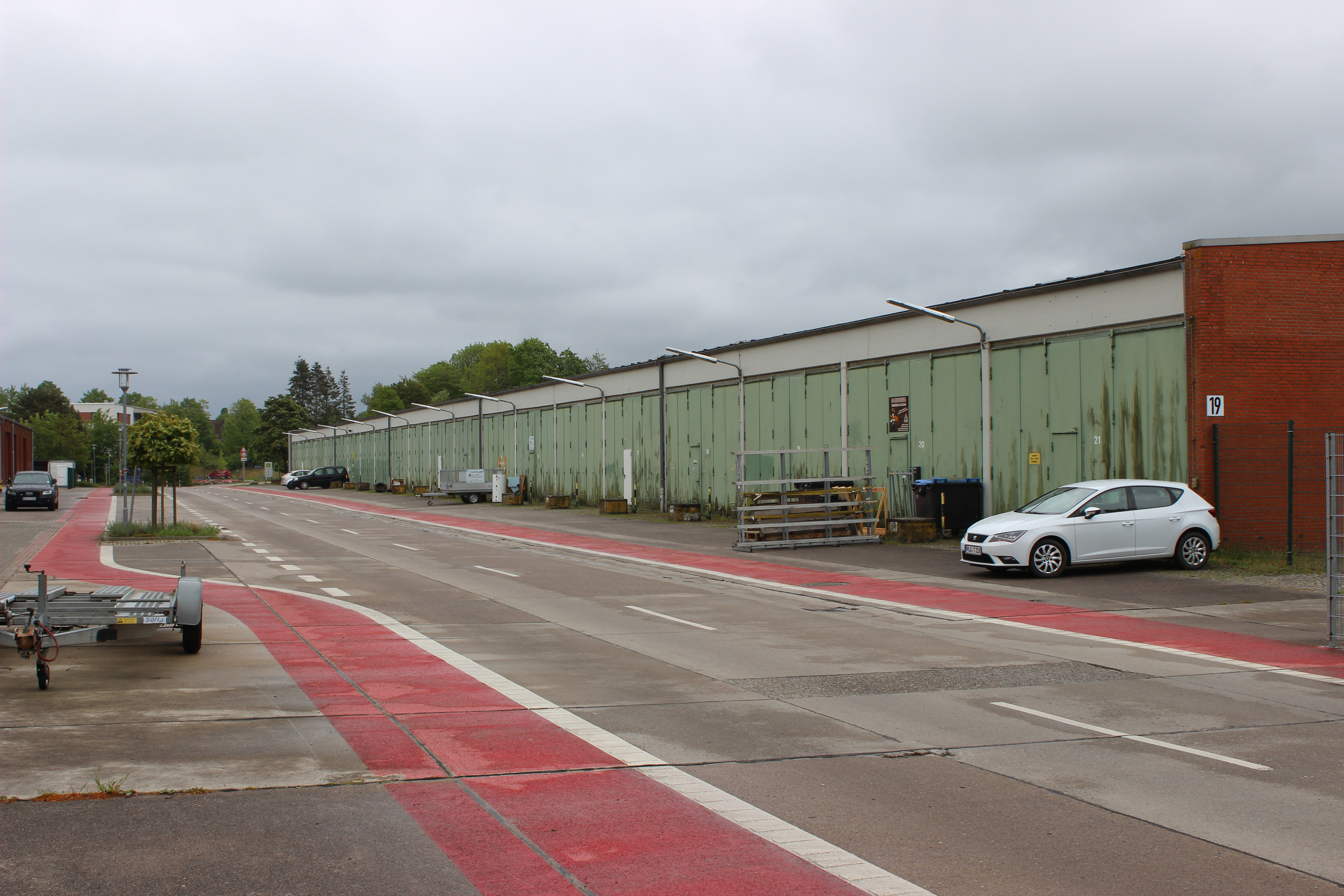
Gewerblich umgenutzte Fahrzeughallen der Schill-Kaserne Lütjenburg

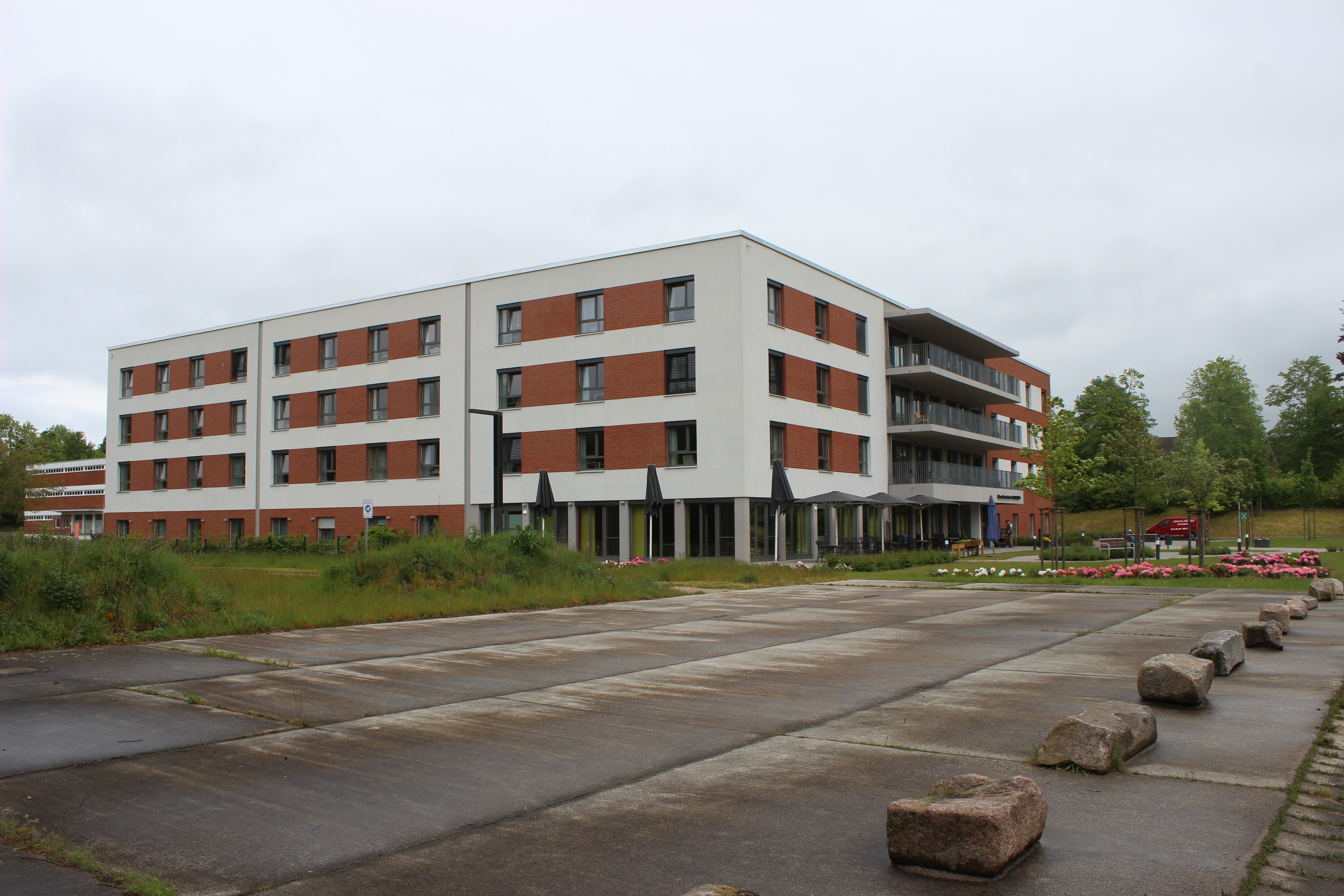
Seniorenzentrum in der ehemaligen Schill-Kaserne

### Suche nach zivilen Nutzungsmöglichkeiten
Nach Aufgabe der Nutzung durch die Bundeswehr führte die Stadt Lütjenburg zwei Bürgerworkshops durch, in denen Ideen für das Konversionsgelände gesammelt wurden. Im Wesentlichen weist die Änderung des Flächennutzungsplans von 2017 mehrere gewerbliche Bauflächen im südlichen Kasernenbereich, gemischte Bauflächen im Bereich der Unterkunftsgebäude, Flächen für den Gemeinbedarf für eine Freilichtbühne, Sanitäreinrichtungen, Kultur- und Freizeiteinrichtungen, einen Aussichts- und Kletterturm, eine Wetterschutzhütte und ein Wirtschaftsgebäude für die Grünanlagenpflege aus. Darüber hinaus sind eine größere Spielanlage sowie Wald-, Park- und Grünflächen vorgesehen. Bereits am 14. Juli 2015 hatte die Stadt Lütjenburg den ersten Spatenstich für die Erschließung des Kasernenareals zur zivilen Konversion vollzogen.

### Flüchtlingsunterkunft
Durch die Flüchtlingskrise in Deutschland 2015/2016 musste das Land Schleswig-Holstein kurzfristig Unterkünfte zur Unterbringung der schutzsuchenden Menschen bereitstellen. Dafür boten sich die leerstehenden Unterkunftsgebäude der ehemaligen Schill-Kaserne an. Diese wurden vom Technischen Hilfswerk Anfang Dezember 2015 hergerichtet. Am 7. Dezember 2015 zogen die ersten Flüchtlinge in die mit bis zu 1.000 Plätzen vorbereitete Erstaufnahmeeinrichtung und Landesunterkunft ein. Bereits am 28. Juli 2016 verließen die letzten Asylbewerber die Unterkunft wieder. Die Einrichtung wurde zunächst weiterhin betrieben, um erforderlichenfalls bei einem erneuten Anschwellen der Flüchtlingsströme genutzt werden zu können. Ende 2017 wurde sie geschlossen.

### Seniorenzentrum
Ab 2018 wurde auf einem Teilstück nach Erlass eines vorhabenbezogenen Bebauungsplans ein Seniorenzentrum gebaut, das seit dem 30. Juli 2020 in Betrieb ist.

### Wohnnutzung und Gewerbeansiedlung
Am 5. Juli 2017 wurde der Aufstellungsbeschluss für den Bebauungsplan Nr. 66 der Stadt Lütjenburg (Kreis Plön) für das Gebiet „Ehemalige Schill-Kaserne —  östlich des Siedlungsgebietes Hochmode, südlich des Gewerbegebietes Bunendrop, westlich der ehemaligen Sportplatzanlage und nördlich der Ferdinand-von-Schill-Straße“ durch die Stadtvertreterversammlung gefasst. Am 28. März 2019 wurde der Bebauungsplan als Satzung durch die Stadtvertreterversammlung beschlossen. Er trat am 26. April 2019 in Kraft und beinhaltet die Festsetzung von 5 urbanen Gebieten mit insgesamt 41.405 Quadratmetern, 4 Gewerbegebieten mit 31.291 Quadratmetern und einem Sondergebiet mit 648 Quadratmetern. Des Weiteren sind Grünflächen Verkehrsflächen und Flächen für die Wasserbeseitigung vorgesehen. 2020 erfolgte eine 1. Änderung des Bebauungsplans Nr. 66 mit geringfügigen Anpassungen. Sie trat am 27. Januar 2021 in Kraft.
Parallel zum Aufstellungsverfahren für den Bebauungsplan Nr. 66 beschloss die Stadtvertreterversammlung von Lütjenburg am 18. Oktober 2017 den Ankauf der Flächen, auf denen sich die Unterkunftsgebäude befanden, im Gesamtumfang von etwa 7 Hektar vom Bund. Geplant war die Schaffung von 600 bis 800 Quadratmeter großen Parzellen für Wohngebäude und nicht störende Gewerbebetriebe. Die Kosten für Ankauf und Konversion erforderten einen Nachtragshaushalt von 5 Millionen Euro. Am 20. März 2019 begannen die Arbeiten zum Abriss der Unterkunftsgebäude. Im April 2019 wurde bekannt, dass der Kreis Plön Einheiten des Katastrophenschutzes zentral in der ehemaligen Schill-Kaserne unterbringen will. Hierfür wurde der Abriss der alten Kantine und des Unteroffiziersheims zugunsten eines Neubaus mit Kosten von etwa 5 Millionen Euro ins Auge gefasst. Anfang Mai 2019 war der Abriss des Unterkunftsbereichs nahezu vollständig abgeschlossen. Im September 2020 wurde berichtet, dass ein Investor zwei Wohnblöcke mit insgesamt 20 barrierefreien Wohnungen errichten möchte und für deren Nutzung ein Genossenschaftsmodell anstrebt. Der Erstbezug ist für den Herbst 2022 geplant.